# 東靜內站
42°18′16″N 142°27′03″E / 42.304356°N 142.450731°E
東靜內站（日语：／ Higashi-shizunai eki */?）位於日本北海道日高郡新日高町東靜內，是北海道旅客鐵道（JR北海道）日高本線上的站。電報略號是。

## 車站構造
側式月台1面1線的地面站。以前是島式月台1面2線，上行線於1993年3月已拆除。

## 車站周邊
附近是日本首屈一指的純種馬產地，同時也是自衛隊少數的對空靶場之一。
由於近海，附近有東靜內漁港和朝里濱（アサリ浜）。
- 北海道道637号西川東靜內停車場線
- 國道235號
- 靜內警察署東靜內派出所
- 東靜內郵局
- 日高漁業協同組合東靜內事業所
- 靜內營區
- 新日高町立東靜內小學
- 新日高町立靜內第二中學
- 道南巴士「東靜內」站牌

## 歷史
- 1933年12月15日：設立[2]。
- 1977年2月1日：廢止貨物和行李處理的業務。
- 1987年4月1日：國鐵分割民營化後成為北海道旅客鐵道（JR北海道）轄下的車站。
- 2015年1月8日：厚賀站 - 大狩部站之間路段因大浪受損而暫停行駛列車，由公車代替行駛[3]。
- 2021年4月1日：廢站[4]。

## 相鄰車站

### 廢止路線
北海道旅客鐵道（JR北海道）
日高本線
靜內－東靜內－春立

## 相關項目
- 日高本線
- 日本鐵路車站列表

## 外部連結
- （日語）全驛參觀之旅 （页面存档备份，存于）